# Операција Делего
Операција Делего је међународна акција спровођења закона коју води ФБИ. Акција обухвата 14 земаља, укључујући и САД и Србију. У оквиру те акције ухапшене су 52 особе оптужене за интернет дечју порнографију. Оптужени се терете за учешће у међународној мрежи која је дистрибуирала и рекламирала дечју порнографију преко приватног форума 
Дримборд. Њих 50 сумњичи се и за производњу дечје порнографије у коју су била укључена деца узраста до 12 година. Операција Делего започета је у децембру 2009. године, а до сада (новембар 2011) су у три фазе ухапшене 72 особе, док је више од 500 људи испитано.
Мрежа педофила функционисала је преко приватног форума Дримборд, који је био намењен искључиво педофилима. Борд форума, који су чинила тројица ухапшених, контролисао је снимке и слике које су остали чланови постављали. Чланови су разменили више десетина хиљада фотографија и снимака злостављања деце.
Откривено је 123 терабајта, колико има на 16.000 DVD са дечјом порнографијом. Према наводима оптужнице, која цитира правила Дримборда, „обичан“ члан морао је да постави порнографију бар једном у педесет дана. „Супер ВИП“ чланови су биле проверене особе, или оне које су правиле нове снимке злостављања. На форуму су постојале категорије дечје порнографије, све до супер хардкора, који је подразумевао снимке силовања мале деце, физичког и психичког злостављања. У Србији је приведено пет особа, а у САД 13 је признало кривицу, док су четири особе осуђене на 20 до 30 година затвора.